# Max Rauter
Max Rauter (* 8. Februar 2004) ist ein österreichischer Fußballspieler.

## Karriere
Rauter begann seine Karriere beim SV Frohnleiten. Im Jänner 2018 wechselte er in die Jugend des Grazer AK. Zur Saison 2020/21 rückte er in den Kader der dritten Mannschaft der Grazer auf. Für die GAK Juniors kam in der Saison 2020/21 bis zum COVID-bedingten Saisonabbruch zu acht Einsätzen in der achtklassigen 1. Klasse. Zur Saison 2021/22 rückte der Stürmer in den Kader der sechstklassigen zweiten Mannschaft auf.
Im Oktober 2021 stand Rauter gegen den Floridsdorfer AC erstmals im Kader der Profis der Steirer. Sein Debüt in der 2. Liga gab er im November 2021, als er am 15. Spieltag der Saison 2021/22 gegen den SV Lafnitz in der 90. Minute für David Peham eingewechselt wurde. Für den GAK kam er zu vier Zweitligaeinsätzen, ehe er im Jänner 2023 an den viertklassigen SC Fürstenfeld verliehen wurde. Für Fürstenfeld kam er bis Saisonende zu 13 Einsätzen in der Landesliga, in denen er viermal traf. Zur Saison 2023/24 wurde er dann an den Regionalligisten FC Gleisdorf 09 weiterverliehen.